# Oberes Tor (Volkach)

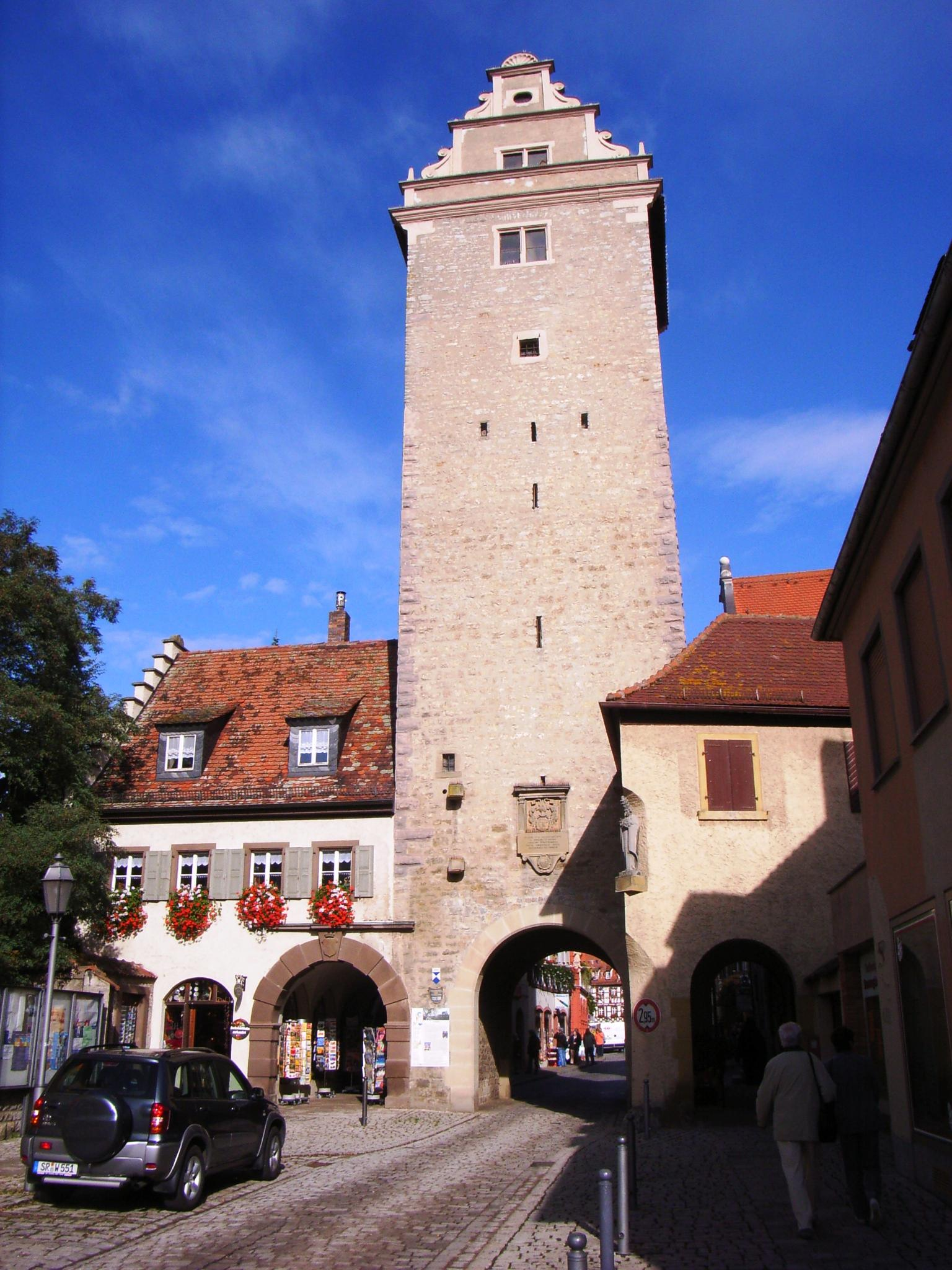
Das Obere Tor in Volkach

Das Obere Tor (auch Sommeracher Tor, Diebenturm, Adresse Oberer Markt 1, früher Hausnummer 30) im Süden der Stadt ist Teil der Stadtbefestigung von Volkach. Seine Höhe macht es zu einem der Wahrzeichen der unterfränkischen Kleinstadt. Das Tor leitete früher zur Oberen Vorstadt über. Neben dem Oberen Tor befindet sich das sogenannte St.-Josefs-Tor.

## Geschichte

### Element der Befestigung (bis um 1630)
Die Volkacher Stadtbefestigung hat ihren Ursprung wohl bereits im 13. Jahrhundert. Allerdings bestanden vor der Errichtung der erhaltenen Elemente mehrere Vorgängerbauten, die standortgleich waren. Erste urkundliche Hinweise auf die Volkacher Befestigung gibt die Lage eines Ackers vor dem „oberen Tor“ im Jahr 1328. Ein oberes Tor setzt ein unteres Pendant voraus, sodass die Zweitorestadt bereits zu dieser Zeit existiert haben muss.

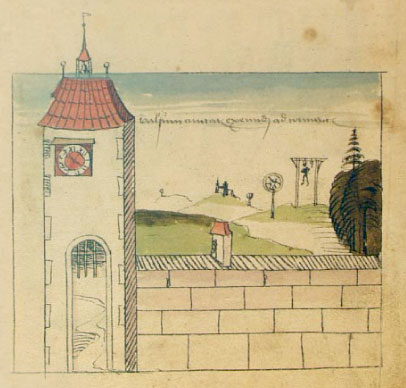
Der Galgenberg und das Obere Tor, Illustration im Volkacher Salbuch folio 394r

Der Vorgängerbau des Oberen Tores wurde im Volkacher Salbuch des Niklas Brobst von Effelt im Jahr 1504 erstmals künstlerisch dargestellt. Allerdings können durch die Zeichnungen keine Rückschlüsse auf das wahre Aussehen des Turmes gezogen werden. Er besaß wohl eine Uhr und schloss mit einem schlichten Walmdach ab, auf dem man einen Dachreiter mit Glocke befestigt hatte.
Im gleichen Salbuch geht Brobst von Effelt auch auf die städtischen Ämter ein, die zur Bewachung der Mauer und vor allem der Tore eingesetzt wurden. Wichtigstes Amt war das des Torwartes, der einen Schlüssel für die beiden Tortürme besaß. Er musste das Tor auch in der Nacht öffnen. Im Volkacher Salbuch wird der Torwart Hans Rüdiger Burckart gezeigt, wie er vor dem Bürgermeister der Stadt den Amtseid ablegt.
Im 16. Jahrhundert begann man die weitgehend eingefallene alte Stadtmauer zu erneuern. Den beiden Toren hatten sowohl eine militärische Funktion, die Abwehr von Feinden, als auch eine wirtschaftliche, indem sie den Warenverkehr in und aus der Stadt kontrollierten. Deshalb investierte der Rat der Stadt auch einiges in die Tore. Der Obere Torturm erhielt sein heutiges Aussehen mit dem Renaissancegiebel. Zusätzlich errichtete man ein Vortorhaus (auch Vorwerk oder Zwingerhaus).
Für die militärische Funktion wurden Pechringe und Pechpfanne angebracht, das Vortorhaus übernahm die Zollfunktion. Im Jahr 1597 erhielt das Obere Tor seinen markanten Giebel, das Vortorhaus wurde im Jahr 1607 begonnen und 1608 fertiggestellt. Die Stadt trug zwar die Baulast für das Gebäude, allerdings hatten die Würzburger Fürstbischöfe die Befestigungshoheit über ihre Siedlung und man brachte am Turm das Wappen des Bischofs Julius Echter von Mespelbrunn an.
Das Tor erhielt im Dreißigjährigen Krieg eine neuerliche Befestigung, obwohl die Stadtbefestigung ihre militärische Funktion damals einzubüßen begann, weil sie den modernen Geschützen nicht mehr standhielt. Deshalb eroberten die anrückenden Kroaten und Schweden Volkach in der ersten Hälfte des 17. Jahrhunderts kampflos. Nach dem langen Krieg hatte der Stadtrat kaum die Mittel, um für die Tore zu sorgen und man investierte nichts mehr in die Befestigung.

### Niedergang und Wahrzeichen (bis heute)

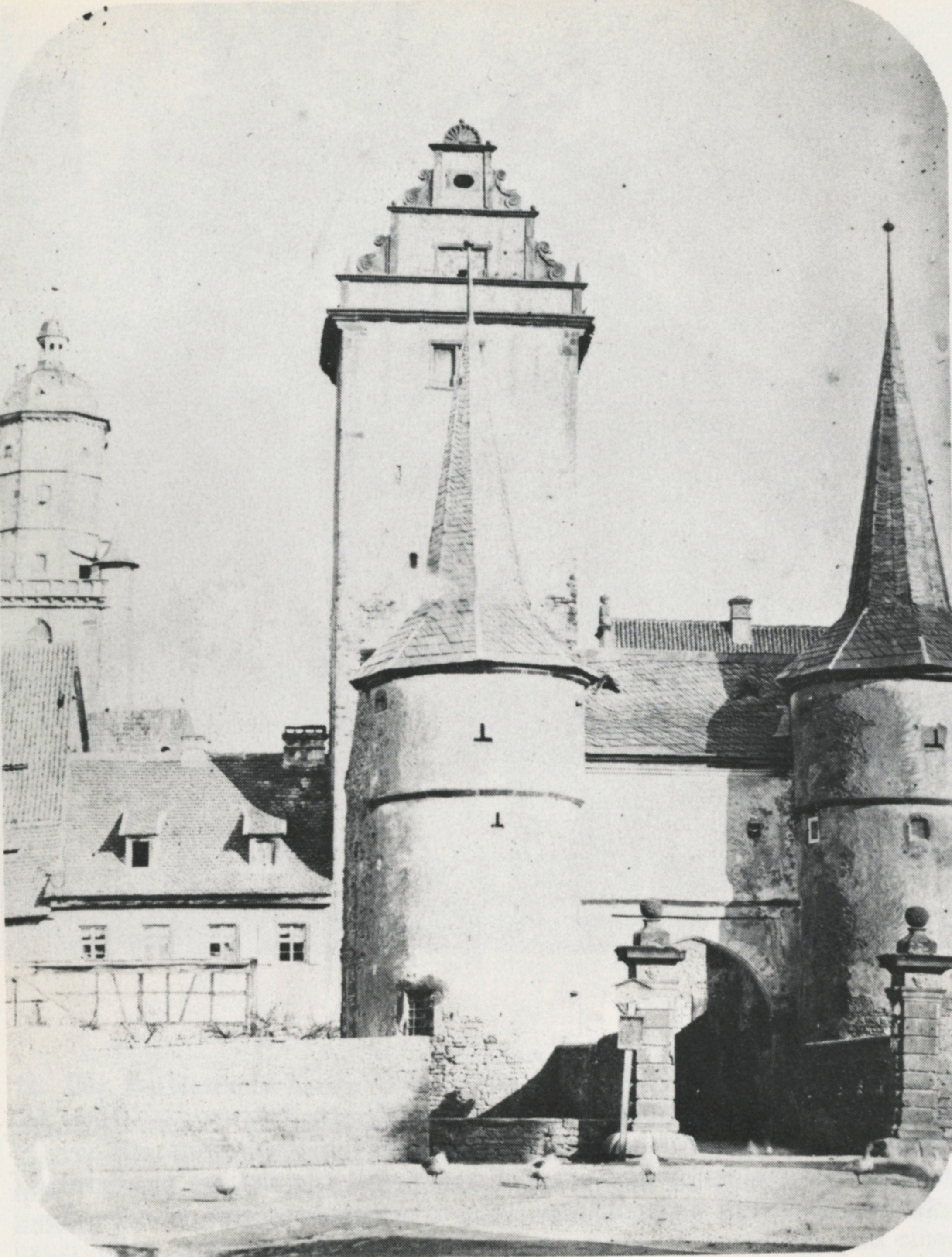
Fotografie des Tores mit Vorwerk vor 1871

Die Stadt bewahrte noch über 200 Jahre ihr geschlossenes Äußeres. Erst eine Brandkatastrophe im Jahr 1804 führte zu einem Umdenken der Verantwortlichen. Um schneller Löschwasser heranzuschaffen, wurden Breschen in die Mauer geschlagen. Zusätzlich wurde das Obere Tor ein Nadelöhr für den anwachsenden Verkehr ab der Mitte des 19. Jahrhunderts. Die Stadt Volkach ließ im März 1871 einen Kostenvoranschlag für den Abriss des Vorwerks erstellen, am 2. April 1871 wurde der Abbruch beschlossen.
Die Abbruchversteigerung fand am 30. Mai 1871 statt, wobei Franz Weingärtner für 25 Gulden den Zuschlag erhielt. Anfang Juli 1871 wurden die Vorwerke des Oberen Tores abgerissen. Der Torturm selbst wurde zunächst nicht angetastet, weil man noch keinen Ersatz für ihn gefunden hatte. Seit der Frühen Neuzeit wurden im Turm Straftäter untergebracht. Erst mit der Umwandlung eines Traktes des Amtsgerichtsgebäudes in das Stadtgefängnis büßte der Turm diese Nutzung ein.
In der zweiten Hälfte der 1870er Jahre wurden die Pläne für den Abriss konkreter. So schrieb der Historische Verein für Unterfranken und Aschaffenburg 1876, dass an die beiden Türme kein „besonderes geschichtliches Interesse“ geknüpft sei und befürwortete den Abriss. Das Volkacher Wochenblatt argumentierte in einem Artikel von 1875 gegen das Einreißen. Man befürchtete, dass das Verschwinden der Türme dazu führe, dass „das Städtchen einem Dorfe gleich gemacht“ werde.
Erst ab 1904 waren die Abrisspläne für das Sommeracher Tor vom Tisch, auch weil inzwischen der Tourismus stark zugenommen hatte. Die Lösung für die Engstelle wurde durch einen Durchbruch im linken Nachbargebäude des Tores 1913 gefunden; das sogenannte St.-Josefs-Tor, heute eine Passage, entstand. In den 1950er Jahren erhielt auch das Nachbarhaus auf der rechten Seite des Tores einen solchen Durchgang. Der Turm ist als Baudenkmal eingeordnet. Untertägige Reste von Vorgängerbauten sind als Bodendenkmal registriert. Das Sommeracher Tor bildet den südlichen Beginn des Ensembles Altstadt Volkach.

## Beschreibung

### Torturm
Der Torturm des Oberen Tores ist der zweithöchste Turm nach dem der Stadtpfarrkirche St. Bartholomäus im Volkacher Stadtbild. Er ist 18 m hoch und hat sieben Geschosse. Der Turm ist mit einer rundbogigen Durchfahrt ausgestattet. Der Turm ist typisches Renaissancebauwerk, das auf eine Umgestaltung am Ende des 16. Jahrhunderts zurückgeht. Der aufgesetzte Renaissancegiebel hat Volutenspangen und Sonnenrad- bzw. Obeliskenaufsätze.
Der Turm hat kaum Fenster und wird lediglich durch das freigelegte Bruchsteinmauerwerk gegliedert. In den unteren Geschossen befinden sich Schießscharten, nur im Obergeschoss wurde ein Rechteckfenster eingebaut. Oberhalb der Durchfahrt wurde 1597 eine Inschriftentafel angebracht, die vom Wappen des Julius Echter von Mespelbrunn überragt wird. Die Inschrift lautet: „REGIMIE. JULII. REVERENDISSIMI/ N. PRINCIPIS. ET. DOMINI/ EPISCOPI. WIRCEBURGENS/ FNCIAE. ORIENTALIS. DVC IS/ RESTAVRATA. AD. MDXCVII“.

### Vorwerk
Das Vortorhaus oder Vorwerk des Oberen Tores wurde 1871 abgerissen. Es existieren mehrere Darstellungen und Fotografien, die einen Eindruck der Baulichkeiten vermitteln. Erstmals dargestellt wurde das Vorwerk auf einer Zeichnung von Henry William Brewer († 1903), der als Reisemaler Volkach zwischen 1864 und 1871 porträtierte. Brewer stellte das Vortor vom Torturm aus dar. Zu sehen ist ein breiter Querbogen mit einem Bogengang und Arkadenöffnungen. Eine Treppe führt auf der rechten Seite zum Vorturmumlauf.
Auf einer Darstellung von 1871, die unmittelbar vor dem Abriss entstand, wird das Vortor vom Oberen Markt aus gezeigt. Geschaffen wurde die Bleistiftzeichnung von Eugen Freiherr von Löffelholz (1839–1897). Im Zentrum stehen die beiden runden Ecktürme der Anlage mit ihren hohen Turmdächern. Das Vorwerk wurde über eine Brücke über den Stadtgraben betreten, zwischen Vorwerk und Torturm befand sich ein hölzerner Steg. Die letzte bekannte Darstellung des Vorwerks ist ein Foto aus dem Jahr 1871.